# Růžena Nováková
Růžena Nováková, rozená Svobodová (14. prosince 1899 Kutná Hora – 2. srpna 1984 České Budějovice), byla  česká herečka.

## Život
Narodila se v herecké rodině, jako jedno ze šesti dětí. Otec Oldřich (1872–1939) byl hercem a režisérem (naposledy v Jihočeském divadle), matka Marie (1871–1960) byla herečkou (členka divadelních kočovných společností). Její sestry Božena Svobodová (1896–1917) a v roce 1942 nacisty zabitá Anna Letenská (1904–1942) se staly také herečkami.
V letech 1918 až 1921 působila v divadelní společnosti Sukové-Kramuelové, v letech 1921 až 1926 v Jihočeském divadle, v letech 1926 až 1928 v Městském divadle v Kladně, v letech 1928 až 1931 v Tylově divadle v Nuslích, pak v Uranii v Holešovicích. Od roku 1933 až do svého odchodu do důchodu v roce 1972 působila v Jihočeském divadle v Českých Budějovicích; v době, kdy Jihočeské divadlo bylo během německé okupace Čech, Moravy a Slezska uzavřeno, působila v pražském divadle Větrník.